# Catch Thirtythree
| Оценки критиков   | Оценки критиков |
| Источник          | Оценка          |
| ----------------- | --------------- |
| AllMusic          | [ 1 ]           |
| Alternative Press | [ 2 ]           |
| Blabbermouth.net  | 8.5/10          |
| Blender           | [ 4 ]           |
| PopMatters        | [ 5 ]           |

Catch Thirtythree — пятый студийный альбом шведской метал группы Meshuggah, выпущенный 16 мая 2005 года, лейблом Nuclear Blast. Catch Thirtythree занял 170 позицию Billboard 200.
На песню «Shed» был снят клип. Этот трек также вошёл в саундтрек к фильму «Пила 3».
Хотя Catch Thirtythree считается полноформатным альбомом, группа не причисляет его к таковым, называя его экспериментальной пьесой и «не совсем добросовестным» релизом. По своей стилистике альбом повторяет звучание Nothing и I, мини-альбома группы 2004 года.
По текстам песен это концептуальный альбом, основанный на романе Джозефа Хеллера «Уловка-22».
Это также первый альбом Meshuggah, на котором для всех песен ударные записывались с помощью «Drumkit from Hell», программного синтезатора, который использовал барабаны и тарелки Хааке в качестве сэмплов.

## Список композиций
| №   | Название                  | Длительность |
| --- | ------------------------- | ------------ |
| 1.  | «Autonomy Lost»           | 1:40         |
| 2.  | «Imprint of the Un-Saved» | 1:36         |
| 3.  | «Disenchantment»          | 1:45         |
| 4.  | «The Paradoxical Spiral»  | 3:13         |
| 5.  | «Re-Inanimate»            | 1:04         |
| 6.  | «Entrapment»              | 2:29         |
| 7.  | «Mind's Mirrors»          | 4:30         |
| 8.  | «In Death - Is Life»      | 2:02         |
| 9.  | «In Death - Is Death»     | 13:22        |
| 10. | «Shed»                    | 3:35         |
| 11. | «Personae Non Gratae»     | 1:47         |
| 12. | «Dehumanization»          | 2:57         |
| 13. | «Sum»                     | 7:17         |

## Участники записи
- Йенс Кидман − вокал, гитара, программирование ударных, микширование
- Фредрик Тордендаль — гитара, бас-гитара, программирование ударных, микширование
- Томас Хааке − программирование ударных, вокал, оформление, микширование
- Мортен Хагстрём — гитара, бас-гитара, микширование
- Бьорн Энгельман — мастеринг (Cutting Room Studios)